# عليزا لافي
عليزا لافي (بالعبرية: עליזה לביא، من مواليد 23 سبتمبر 1964) سياسي وأكاديمية إسرائيلية تشغل حاليا منصب عضو في الكنيست هناك مستقبل، وأيضا معروفة انها مؤلفة و شخصية التلفزيون معروفة. وتركز عملها على قضايا النوع الاجتماعي والتعددية الثقافية في الديانتين اليهودية والمجتمع الإسرائيلي.